# Kasımpaşa

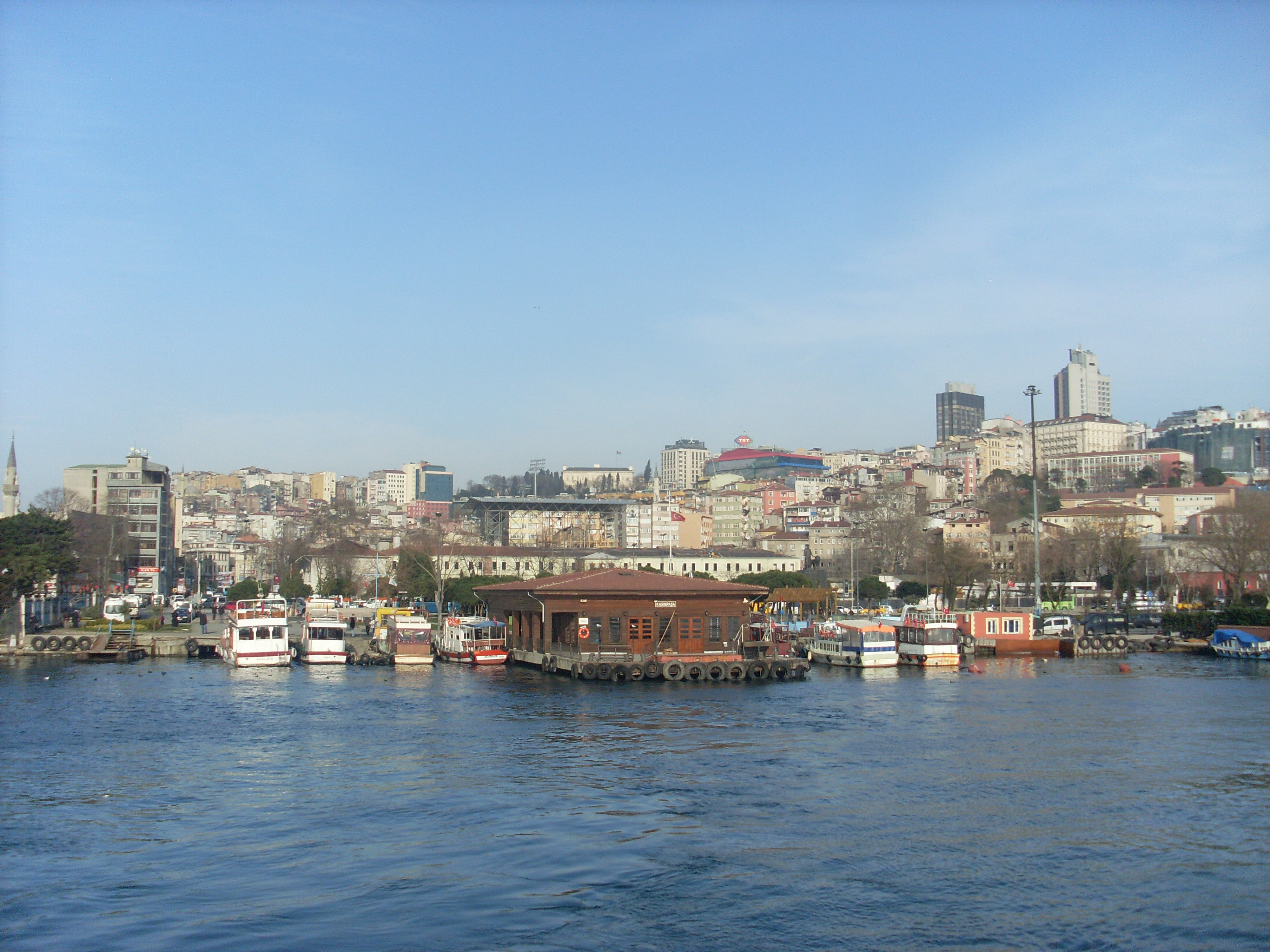
Kasımpaşa hamn.

Kasımpaşa är en stadsdel i europeiska Istanbul, internationellt mest välbekant som Turkiets president (2014–) Recep Tayyip Erdoğans födelseplats. Stadsdelens fotbollslag, Kasımpaşa SK, spelar i turkiska Süper Lig (högsta divisionen). Kasımpaşa anses som ett arbetarklassområde.